# Дьордь Шандор (футболіст)
Дьордь Шандор (угор. Sándor György, нар. 20 березня 1984, Ужгород) — угорський футболіст, півзахисник клубу «Відеотон».
Провів по понад сто матчів у чемпіонаті Угорщини за клуби «Уйпешт» та «Відеотон», а також виступає за національну збірну Угорщини.

## Клубна кар'єра
У дорослому футболі дебютував 2003 року виступами за команду клубу «Уйпешт», в якій провів один сезон, взявши участь лише у 7 матчах чемпіонату, в яких забив два голи.
Влітку 2004 року перейшов у «Дьйор», але провівши лише рік, по завершенню сезону повернувся в рідний «Уйпешт». Цього разу відіграв за клуб з Будапешта наступні два з половиною сезони своєї ігрової кар'єри. Більшість часу, проведеного у складі «Уйпешта», був основним гравцем команди.
24 січня 2008 року був взятий в оренду клубом англійського Чемпіоншипу «Плімут Аргайл», але так і не провівши за «пілігримів» жодного матчу, 23 квітня повернувся в «Уйпешт».
У січні 2009 року знову був відданий в оренду, цього разу до болгарського «Литекса», за який виступав до кінця сезону, допомігши клубу виграти Кубок Болгарії.
Влітку 2009 року уклав контракт з клубом «Відеотон», у складі якого 2011 року став чемпіоном Угорщини та володарем національного суперкубка. Наступного року разом з командою знову виграв суперкубок, а також став володарем кубка угорської ліги. Граючи у складі «Відеотона» також здебільшого виходив на поле в основному складі команди.
9 січня 2013 року на правах оренди перейшов в саудівський «Аль-Іттіхад», якому допоміг виграти Саудівський кубок чемпіонів, після чого влітку повернувся в «Відеотон». Наразі встиг відіграти за клуб з Секешфегервара 108 матчів в національному чемпіонаті, в яких забив 15 голів.

## Виступи за збірну
15 листопада 2006 року дебютував в офіційних матчах у складі національної збірної Угорщини в товариській грі зі збірною Канади, яка завершилась перемогою європейців з рахунком 1:0, а Шандор провів на полі 72 хвилини, після чого був замінений. Наразі провів у формі головної команди країни 9 матчів.

## Досягнення
- Чемпіон Угорщини: 2010/11, 2014/15
- Фіналіст Кубка Угорщини: 2010/11, 2014/15
- Володар Суперкубка Угорщини: 2011, 2012
- Володар Кубка угорської ліги: 2011/12
- Володар Королівського кубка Саудівської Аравії: 2012/13

## Заборона в'їзду на територію України
26 червня 2018 року СБУ заборонила футболісту в'їзд на територію України через виступи за по факту сепаратистську команду українських угорців «Kárpátalja» та участь з командою у чемпіонаті світу з футболу серед невизнаних країн і територій.